# 1394 Algoa
1394 Algoa este un asteroid din centura principală, descoperit pe 12 iunie 1936, de Cyril Jackson.